# Tom Petty and the Heartbreakers: Runnin' Down a Dream
Tom Petty and the Heartbreakers: Runnin' Down a Dream è un film documentario del 2007 diretto da Peter Bogdanovich, su Tom Petty and the Heartbreakers. 